# 莱斯皮格
莱斯皮格（法語：Lespugue，法語發音：[lɛspyɡ]）是法国上加龙省的一个市镇，属于圣戈当区。

## 地理
莱斯皮格（43°13'58"N, 0°40'0"E）面积4.91 平方千米，位于法国奧克西塔尼大區上加龙省，该省份为法国西南部内陆省份，西南端与西班牙接壤，自此顺时针与上比利牛斯省、热尔省、塔恩-加龙省、塔恩省、奥德省和阿列日省接壤。
与莱斯皮格接壤的市镇（或旧市镇、城区）包括：布拉让、沙尔拉、蒙莫兰、萨尔默藏。

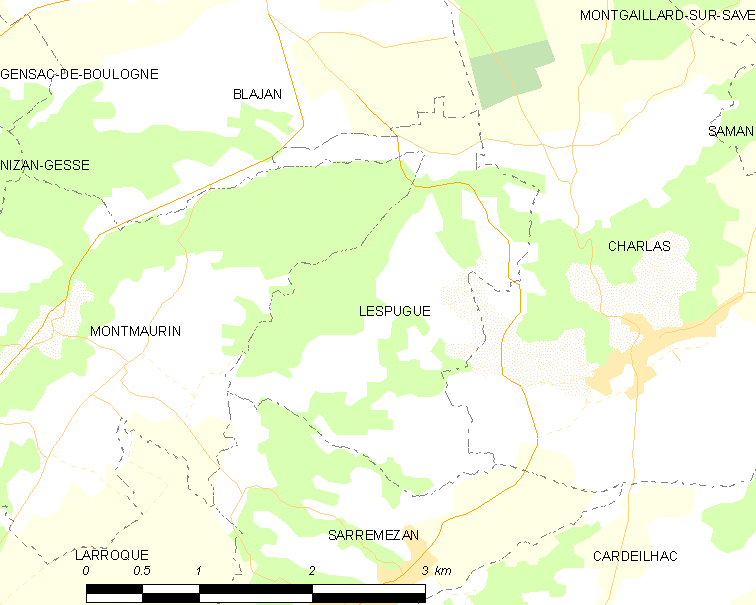
莱斯皮格的OSM定位图

莱斯皮格的时区为UTC+01:00、UTC+02:00（夏令时）。

## 行政
莱斯皮格的邮政编码为31350，INSEE市镇编码为31295。

## 政治
莱斯皮格所属的省级选区为圣戈当县。

## 人口

1962-2008年间莱斯皮格人口变化图示

莱斯皮格于2022年1月1日时的人口数量为79人。